# Пінчук Дмитро Миколайович
Пінчу́к Дмитро́ Микола́йович (нар. 6 січня 1982) — колишній український футболіст, що виступав на позиції півзахисника та нападника у низці українських професіональних футбольних клубів. Відомий виступами у складі юнацької збірної України різних віків, брав участь у юнацькому чемпіонаті Європи 1997 року та юнацькому чемпіонаті Європи 2001 року.

## Життєпис
Дмитро Пінчук — вихованець ДЮФШ «Динамо» (Київ). Протягом декількох років виступав за резервні команди киян, однак пробитися до основного складу Пінчуку не вдалося. В той же час залучався до ігор юнацької збірної України різних віків, у складі якої був учасником чемпіонату Європи 1997 року серед 16-річних та чемпіонату Європи 2001 року серед 18-річних футболістів.
Окрім київського «Динамо» захищав кольори ужгородського «Закарпаття», столичного ЦСКА, алчевської «Сталі», сумського «Спартака-Горобина» та бориспільського «Борисфена». У складі останнього здобув срібні нагороди першої ліги чемпіонату України та отримав право виступати разом з командою на найвищому рівні. У вищій лізі провів 2 поєдинки.
Пінчук повісив бутси на цвях у віці 23 років через проблеми зі здоров'ям. Після завершення кар'єри гравця працював дитячим тренером у ФК «Омікс» (Київ) та займався бізнесом.

## Досягнення
- Переможець першої ліги чемпіонату України (1): 1999/2000
- Срібний призер першої ліги чемпіонату України (1): 2002/03
- Брав участь у чемпіонських (1998/99, 2000/01) сезонах «Динамо-2», однак провів лише 4 та 2 матчі відповідно, чого замало для отримання медалей